# 曹臻
曹臻（1987年1月8日—），山东滨州人，中国女子乒乓球运动员，隶属于八一队。曹臻打法独特，双打能力出众。

## 简历
曹臻3岁开始接触乒乓球，1997年进入八一队，2002年入选中国国家二队，2003年进入国家一队。2005年上海世乒赛，曹臻第一次参加世乒赛，单打比赛于16强出局，混双与邱贻可合作，获得铜牌。由于中国女队单打人才过剩，曹臻此后专攻双打赛场。两年后的萨格勒布世乒赛，曹臻与邱贻可再次夺得混双铜牌。2009年横滨世乒赛，曹臻改与李平合作，于混双决赛战胜张继科/木子，首夺世界冠军。2011年鹿特丹世乒赛，曹臻与张超合作，成功蝉联混双冠军。2012年全国乒乓球锦标赛，曹臻夺得女单和女双冠军，成为该届赛事的双冠王。2013年第十二届全国运动会，曹臻与老搭档木子合作，为解放军队夺得女双冠军。2014年，曹臻从国家队退役。2015年5月22日，曹臻在重庆与丈夫陆平举办婚礼，国家队女队主教练孔令辉、主力队员李晓霞、丁宁在内的乒坛大腕第一时间送上祝福。